# Cheng de Jin
O Imperador Cheng de Jin foi um imperador da dinastia Jin oriental (265-420). Era o filho o mais velho do imperador Ming e transformou-se em príncipe herdeiro em 1 de abril de 325. Durante seu reino, a administração foi dominada pela maior parte por uma sucessão de regentes - inicialmente seu tio Yu Liang, depois Wang Dao, depois He Chong (何充) e um outro tio, Yu Bing (庾冰). Transformou-se em imperador com apenas quatro anos, e logo após sua ascensão ao trono, a rebelião das forças de Su Jun enfraqueceria o estado de Jin por décadas.

## Família
Sima Yan nasceu como o filho mais velho do imperador Ming de Jin, que era príncipe herdeiro naquele tempo, da princesa Yu Wenjun, em 321. Depois que o imperador Ming tomou o trono em 323, com a morte de seu pai, imperador Yuan, a princesa Yu se tornaria imperatriz, porém Sima Yan só seria nomeado por seu pai príncipe herdeiro em 325.
Em 325, o imperador Ming estava morrendo. Confiou o príncipe herdeiro com quatro anos a um grupo de oficiais de nível elevado, incluindo Sima Yang (司馬羕), o príncipe de Xiyang, Wang Dao, Bian Kun (卞壼), Chi Jian (郗鑒), Lu Ye (陸瞱), Wen Jiao, e o da imperatriz Yu, Yu Liang, talvez pretendendo que o grupo conduzisse a regência do império de modo à equilibrar as forças. Morreu logo depois disso. O príncipe herdeiro Yan assumiu o trono como o imperador Cheng.

## Reinado

### Regência de Yu Liang
Inicialmente, os oficiais eram responsáveis juntos pela regência, mas quando a imperatriz Yu se tornou regente, Yu Liang se tornou o oficial o mais poderoso na administração. Mudou as leves políticas de Wang (que era primeiro ministro durante o reino do imperador Ming) a aplicou leis mais estritas, que ofenderam os oficiais que estavam acostumados à clemência de Wang. Mais, tornou-se apreensivo quanto aos generais Tao Kan e Zu Yue (祖約) - nenhum deles foi mencionado na lista de honras e de promoções anunciadas pela Imperador Ming, acredita-se que Yu tinha apagado seus nomes - e Su Jun, que tinha permitiu que muitos criminosos se juntassem ao seu exército. Em 326, alienou a opinião pública falsa acusando os irmãos Sima Zong e Sima Yang (司馬宗), o príncipe de Nandun de traição, matando-os e destituindo Sima Yang.

### Distúrbio de Su Jun
Em 327, apreensivo com Su, Yu decidiu tentar desmantelar seu comando militar promovendo-o à ministro da agricultura - uma posição que não envolvia tropas. Após hesitação inicial, Su eventualmente recusou e fez uma aliança com Zu de contra Yu. Ao ouvir isto, Wen, promovido por Yu regulador da província de Jiang (江州, Jiangxi moderno) foi aliar-se à Tao, o regulador da província de Jing (荊州, Hubei moderno), quis mover-se rapidamente para ajudar a defender Jiankang, como fizeram as forças locais ao leste do capital, mas Yu recusou toda a ajuda, querendo que Wen permanecesse em posição com Tao e acreditando que pudesse derrotar Su facilmente. Temendo que Yu fosse derrotado por Su, Wen dirigiu-se para o capital, porém, Su pode tomar a capital antes, em 328, e tomar o imperador Cheng e a imperatriz Yu de reféns. Bian morreu na batalha, e Yu Liang foi forçado a fugir, unindo-se à Wen. Su permitiu que seus soldados pilhassem a capital. A imperatriz Yu, humilhada por Su, acabou falecendo.
Su organizou um novo governo, com Wang Dao, a quem Su respeitava, como o regente titular, porém era Su que detinha verdadeiramente o poder. Entrementes, Yu e Wen organizaram esforços para recapturar a capital. O primo de Wen, Wen Chong (溫充) sugeriu que convidassem Tao, um general capaz com um exército importante, para ser o comandante supremo do exército. Entretanto, Tao, ainda ressentido com Yu, recusou inicialmente. Eventualmente ele juntou-se a Wen e a Yu. Avançaram para o leste de Jiankang. Em resposta, Su colocou forçosamente o imperador Cheng em fortaleza em Shitou, prendendo seus assistentes. Entrementes, Wang chamou secretamente os comandantes ao leste para combateram Su, e persuadiu eventualmente o general de Su, Lu Yong (路永) para juntar-se também ao exército de Wen e de Tao. Chi igualmente chegou com suas forças de Guangling (廣陵, Huai'an moderno, em Jiangsu).
As forças de Su e anti-Su lutaram por meses, e apesar da vantagem numérica das forças anti-Su, elas foram incapazes de prevalecer, chegando em um ponto que Tao considerou a possibilidade de retirar-se. Entretanto, Wen o persuadiu à permanecer e continuar as batalhas contra Su. Durante em Shitou, as tropas anti-Su sofreram perdas inicialmente, mas Su fez um contra-ataque de encontro a elas, acabando por cair de seu cavalo e foi batido por lanças. Os soldados anti-Su apresaram-se e decapitaram-no. As forças de Su inicialmente suportaram seu irmão Su Yi (蘇逸) como líder e continuaram a defender Shitou, mas em 329 foram derrotados.
Como consequência da derrota de Su Jun, Jiankang foi danificado pesadamente pela guerra, os oficiais superiores consideraram transferir a capital para Yuzhang (豫章, em Nanchang moderno, em Jianxi) ou Kuaiji (會稽, em Shaoxing moderno, em Zhejiang), mas após Wang opor-se, argumentando que Jiankang estava em uma melhor posição para monitorar as defesas do norte contra Zhao posterior, então, a capital permaneceu em Jiankang. Pediu-se à Wen que permanecesse em Jiankang como o regente, mas, acreditando que o imperador Ming queria que Wang ocupasse esse cargo, cedeu a posição a Wang. Entrementes, Yu Liang, oferecendo inicialmente renunciar à todos seus bornes e entrar no exílio, aceitou um cargo de regulador provincial.
Quando sua mãe morreu, o imperador de oito anos Cheng, pareceu passar a ser cuidado por sua avó paterna, Lady Xun.

### Regência de Wang Dao
Em finais de 329, Wen Jiao morreu, e o general Guo Mo (郭默) logo assassinou seu sucessor Liu Yin (劉胤) e apreendeu a província de Jing para si mesmo. Wang Dao inicialmente quis evitar uma outra guerra e ignorou Guo, mas Tao Kan e Yu Liang opuseram-se, e suas forças dirigiram-se rapidamente para Xunyang, importante da província de Jiang (尋陽, em Jiujiang moderno, em Jiangxi) em 330, matando Guo.
Entrementes, durante e após o distúrbio de Su Jun, as forças de Jin na China Central, sem o dae (dispositivo automático de entrada) de governo central, eram incapazes de manter suas posições e perderam eventualmente a maioria da China Central á Zhao posterior. Perdeu-se nesta época as cidades de Luoyang, Shouchun (壽春, em Lu'an moderno, em Anhui), e Xiangyang (襄陽, em Xiangfan moderno, em Hubei), embora Xiangyang fosse recapturado em 332. Em 333, Jin igualmente perdeu a província de Ning (寧州, Yunnan moderno e Guizhou) e Cheng Han (em 339).
Como o regente, Wang restaurou a clemência e a aplicação mais leve das leis, estabilizando o cenário político mas também conduzindo ao espalhamento da corrupção e da incompetência. Eventualmente, em 338, Yu Liang tentou persuadir Chi Jian para juntar-se a ele e destituir Wang, mas depois que Chi recusou, Yu não realizou seus planos.
Em 336, o imperador Cheng casou-se com a Imperatriz Du Lingyang. Ambos tinham 15 anos.
Em 337, Murong Huang, chefe de Xianbei que tinha sido um vassalo de Jin, iria receber o título de duque de Liaodong, reivindicou o título de príncipe de Yan, contudo Jin não o concedeu o título, então Murong declarou independência e estabelecendo o antigo Yan, embora Murong Huang continuasse dizendo ser um vassalo de Jin.
Em 339, Yu quis fazer um ataque principal contra Zhao posterior, esperando recapturar a China Central, Wang concordou inicialmente com ele, mas após a oposição de Chi e Cai Mo (蔡謨), o imperador Cheng disse que Yu não realizasse seus planos de guerra. Wang morreu nesse ano, e foi sucedido por seu assistente, o irmão mais novo de Yu Bing, He Chong (何充) e de Yu Liang (庾冰). O imperador Cheng deixou Yu Bing decidir a maioria das questões mais importantes, mas também tomou algumas decisões por conta própria. Yu Bing e ele tentaram reformar alguns dos problemas da regência de Wang, mas não foi eficaz nisso.

### Reino posterior
Após a morte de Wang Dao, Yu Liang recomeçou suas plantas para uma campanha de encontro a um Zhao mais atrasado, e este trouxe uma resposta principal pelo imperador Shi HU de um Zhao mais atrasado em finais de 339. Umas forças mais atrasadas de Zhao impor grande dano em muitas cidades de Jin e baseiam o norte do Yangtze e do Zhucheng capturado (邾城, em Huanggang moderno, em Hubei). Humilhado, Yu cancelou as plantas para uma campanha do norte, e morreu em 340 adiantados.
Também em 340, Murong Huang pediu formalmente que lhe fosse concedido o título de príncipe de Yan. Após debates longos entre os oficiais mais importantes se Murong Huang era ainda um vassalo fiel, o próprio imperador Cheng ordenou que o título fosse concedido.
Em 341, a imperatriz Du morreu. O imperador Cheng não teria uma outra imperatriz.
Mais tarde nesse mesmo ano, o imperador Cheng decretou que os refugiados do norte e da China Central, que tinham fugido para o sul durante o reinado do imperador Huai, estivessem registrados doravante como nativos. Este movimento pragmático permitiu que os comandantes locais tivessem a maior mão-de-obra e reduziu a redundância nas administrações locais.
No verão de 342, o imperador Cheng adoeceu gravemente. Tinha dois filhos novos - Sima Pi e Sima Yi, então ainda bebês, de sua concubina a Associada Zhou. Yu Bing, temeu que um imperador novo poderia ser nomeado, persuadindo o imperador Cheng que devido seu inimigo mais poderoso de Zhao posterior, que um imperador mais velho fosse nomeado. O imperador Cheng concordou e designou seu irmão mais novo, Sima Yue, e que o príncipe de Langye fosse seu herdeiro, apesar da oposição de He Chong. Emitiu um édito que confiava seus filhos a Yu Bing, He, Sima Xi (司馬晞), o príncipe de Wuling, Sima Yu o príncipe de Kuaiji (ambos os tios paternos), e Zhuge Hui (諸葛恢). Morreu logo depois disso e foi sucedido pelo príncipe Yue (como o imperador Kang).

## Nomes de era
- Xianhe (咸和 xían hé) 326-335
- Xiankang (咸康 xían kāng) 335-342

## Informações pessoais
- Pai
  - Imperador Ming de Jin[1]
- Mãe
  - Imperatriz Yu Wenjun[1]
- Esposa
  - Imperatriz Du Lingyang (de 336, D. 341)
- Concubinas principais
  - Associada Zhou (D. 363), mãe dos príncipes Pi e Yi
- Filhos
  - Sima Pi (司馬丕), inicialmente príncipe de Langye (criado 342), posteriormente imperador Ai de Jin
  - Sima Yi (司馬奕), inicialmente príncipe de Donghai (criado 342), mais tarde príncipe de Langye (criado 361), imperador mais atrasado Fei de Jin
  - Princesa Xunyang
  - Princesa Nanping